# بوب فوس

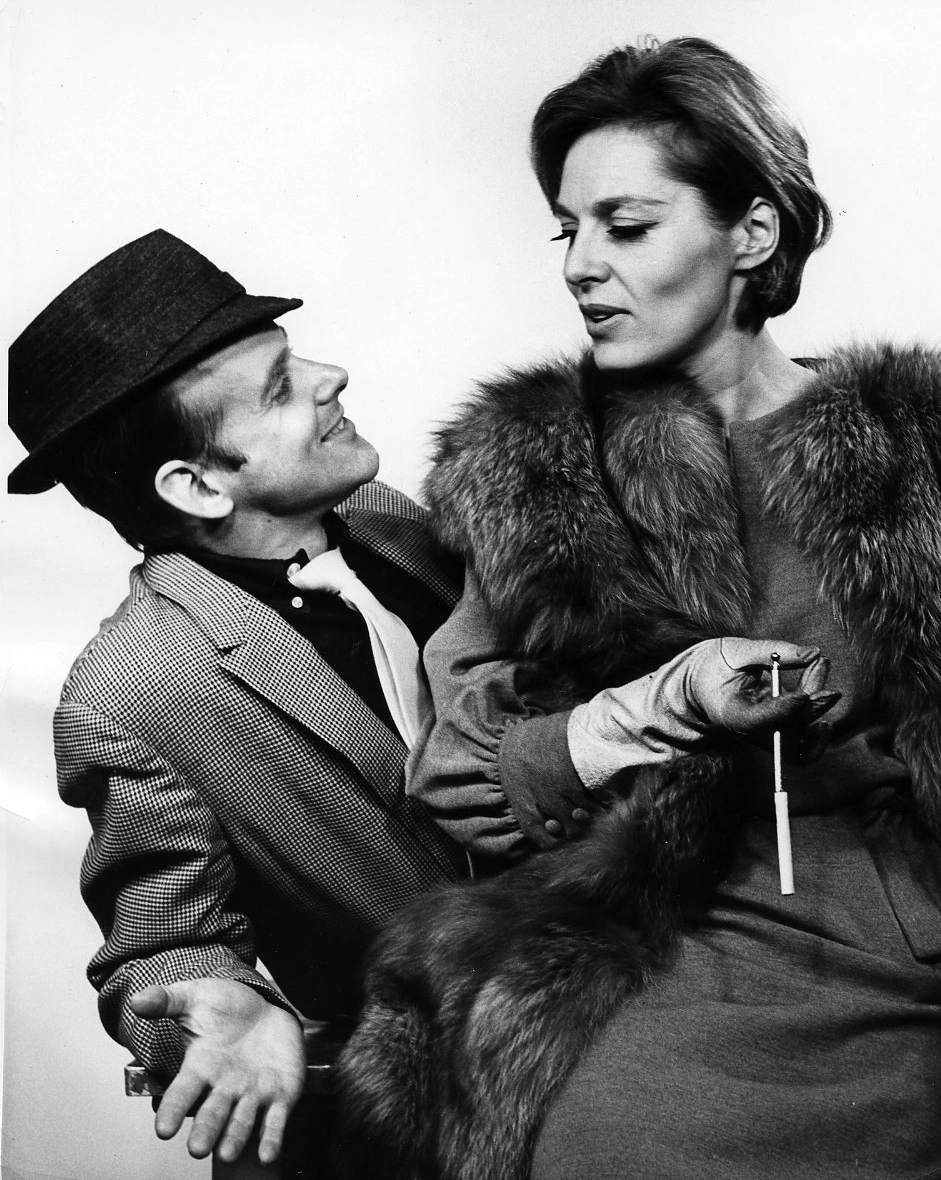

روبرت لويس «بوب» فوس (Robert Louis “Bob” Fosse) (ولد في 23 من يونيو 1927م، وتُوفي في 23 من سبتمبر 1987م) هو ممثل وراقص وموسيقِي مسرحي ومصمم رقصات ومخرج وكاتب سيناريو ومؤلف أفلام ومخرج أفلام أمريكي. فاز بثماني جوائز غير مسبوقة من جوائز توني لتصميم الرقصات، بالإضافة إلى جائزة واحدة في الإخراج. وتم ترشيحه لـ جائزة الأوسكار (Academy Award) أربع مرات، وفاز عن إخراج فيلم كباريه (Cabaret) (متفوقًا على فرانسيس فورد كوبولا (Francis Ford Coppola) عن فيلمه العراب (فيلم) (The Godfather). وقد ساعدت زوجته الثالثة، برودواي ليجيند جوين فردون (Broadway legend Gwen Verdon)، على إظهار وصقل أسلوبه الفريد والمميز، الذي يُشار إليه حاليًا بـ «فوس» ("Fosse").

## كتابات أخرى
- Beddow، Margery (1996). Bob Fosse's Broadway. Portsmouth, NH: Heinemann. مؤرشف من الأصل في 2022-04-11. {{استشهاد بكتاب}}: تجاهل المحلل الوسيط |الرقم المعياري= لأنه غير معروف، ويقترح استخدام |ردمك= (مساعدة)
- Grubb، Kevin Boyd (1989). Razzle Dazzle: The Life and Work of Bob Fosse. St. Martin's Press. مؤرشف من الأصل في 2021-09-07. {{استشهاد بكتاب}}: تجاهل المحلل الوسيط |الرقم المعياري= لأنه غير معروف، ويقترح استخدام |ردمك= (مساعدة)

## وصلات خارجية
- بوب فوس على موقع IMDb (الإنجليزية)
- بوب فوس على موقع الموسوعة البريطانية (الإنجليزية)
- بوب فوس على موقع مونزينجر (الألمانية)
- بوب فوس على موقع ألو سيني (الفرنسية)
- بوب فوس على موقع ميوزك برينز (الإنجليزية)
- بوب فوس على موقع تيرنر كلاسيك موفيز (الإنجليزية)
- بوب فوس على موقع أول موفي (الإنجليزية)
- بوب فوس على موقع قاعدة بيانات برودواي على الإنترنت (الإنجليزية)
- بوب فوس على موقع قاعدة بيانات الأفلام السويدية (السويدية)
- بوب فوس على موقع إن إن دي بي (الإنجليزية)